# Ctenosaura
Ctenosaura és un gènere de sauròpsids (rèptils) escatosos de la família dels iguànids que inclou diverses espècies d'iguanes autòctones de Mesoamèrica.

## Taxonomia
El gènere Ctenosaura inclou 15 espècies:
- Ctenosaura acanthura (Shaw, 1802)
- Ctenosaura bakeri Stejneger, 1901
- Ctenosaura clarki Bailey, 1928
- Ctenosaura conspicuosa Dickerson, 1919
- Ctenosaura flavidorsalis Köhler & Klemmer, 1994
- Ctenosaura hemilopha (Cope, 1863)
- Ctenosaura macrolopha Smith, 1972
- Ctenosaura melanosterna Buckley & Axtell, 1997
- Ctenosaura nolascensis Smith, 1972
- Ctenosaura oaxacana Köhler & Hasbun, 2001
- Ctenosaura oedirhina De Queiroz, 1987
- Ctenosaura palearis Stejneger, 1899
- Ctenosaura pectinata (Wiegmann, 1834)
- Ctenosaura quinquecarinata (Gray, 1842)
- Ctenosaura similis (Gray, 1831)